# 帰らないおじさん
『帰らないおじさん』（かえらないおじさん、英語: Shall We after Five?）は、西村マリコによる日本の漫画作品。『イブニング』（講談社）にて、2020年19号から2021年13号まで連載された。全1巻。
続編となる『帰ってきた帰らないおじさん』（かえってきたかえらないおじさん）が同誌の2022年15号より2023年6号（最終号）まで連載。
2022年10月期にBS-TBS・BS-TBS4Kの「木曜ドラマ23」枠にてテレビドラマ化された。全10話。

## あらすじ
働き方改革により手に入れた「アフター定時」に、行く当ても、帰る場所もない「帰らないおじさん」たちは新たな楽しみを見出していく。

## 登場人物
星さん
東京和南銀行の支店長。「帰らないおじさん」のリーダー格。下戸。
渡辺さん
スーパーの店長。気弱な「帰らないおじさん」。
常田さん
筋肉自慢の「帰らないおじさん」。
前田さん
中年太りの「帰らないおじさん」。
細沼さん
スキンヘッドの「帰らないおじさん」。
松永麗子〈25 → 26〉
星さんが1番推しの、生粋のおじさん好き女子。
道平さん
松永麗子の職場の後輩。松永麗子のような綺麗な女性が苦手。

## 書誌情報
- 西村マリコ『帰らないおじさん』 講談社〈コミックDAYSコミックス〉、全1巻
  1. 2021年07月21日発売 ＊電子書籍のみ。

## テレビドラマ
2022年10月6日から12月8日までBS-TBS・BS-TBS4Kの「木曜ドラマ23」枠にて放送された。主演は光石研。

### キャスト

#### 帰らないおじさん
星さん
演 - 光石研
東京和南銀行の支店長。「帰らないおじさん」のリーダー格。下戸。
毎週木曜日に仲間の渡辺、常田とアフター定時をエンジョイする。
大学時代はバンドでベースを弾いていた。
渡辺さん
演 - 高橋克実
スーパー丸友の店長。気弱な「帰らないおじさん」。
常田さん
演 - 橋本じゅん
スポーツ用品メーカー「アミノスポーツ」の営業部長。筋肉自慢の「帰らないおじさん」。恐妻家。
高校時代は野球部で、片思いの学校のマドンナに告白し、両思いであることが判明。その相手が現在の奥さん。

#### 周辺人物
松永麗子
演 - 清水麻璃亜
偶然街で遭遇する「帰らないおじさん」3人を陰で見守るヨツバ商事のOL。
第5話で「帰らないおじさん」3人にダンスを教えたことで、交流をもつようになる。
「帰らないおじさん」3人が真剣に何かに挑戦している姿に背中を押され会社を退職し、一念発起してニューヨークへ語学留学し、自分の可能性を探すことを3人に告げる。

### ゲスト

#### 第1話
山下、山下の同僚
演 - 森くるみ（第5話・最終話）、島村みやこ（第5話・最終話）
東京和南銀行の女子行員。結婚するならイケオジの星さんのような人がいいと会話する。
海羽
演 - 海羽（第8話）
無目的散歩中の「帰らないおじさん」3人が公園で遭遇したシンガーソングライター。
メジャーデビューすべきか迷っていたが、星さんに背中を押してもらい、曲がヒットする。

#### 第2話
迫田
演 - 兵頭有紀（第5話）
スーパー丸友の女性従業員。
課長
声 - 青木十三雄
ヨツバ商事の麗子の上司。
野球中継の実況
演 - 佐藤文康（TBSアナウンサー）

#### 第3話
ジムトレーナー
演 - 小西啓介（ふうらいぼう。）
フィットネスバイクでトレーニングに励む常田に、年なんだから根を詰めないようにと助言する。

#### 第5話
壮摩
演 - 浅田壮摩（第9話）
「アミノスポーツ」社員。常田の部下。同僚の拓也、奈津美の結婚式の余興で、常田にダンスを踊ってもらうことを依頼する。
石井、石井の同僚
演 - 伊藤つくし（第9話）、岡山玲奈（第9話）
「アミノスポーツ」社員。常田の部下。
ストロベリームーン
演 - MAIKO、MIYU、YUZU
3人組女性アイドルユニット。通称：ストムー。常田が結婚式の余興でダンスする曲「HAPPY」を唄っている。
ジェシー
演 - 梅垣義明
ダンス教室のインストラクター。ダンスが壊滅的に下手な星に縄跳び、渡辺にフラフープ、常田にメトロノームのトレーニングを課す。

#### 第9話
小野希
演 - 吉田仁人（M!LK）
クッキングスクールのイケメン講師。体験入学した「帰らないおじさん」3人にケーキ作りをレクチャーする。
クッキングスクールの生徒
演 - 櫛野愛里、金子美紗、田宮扶史子、山代美都子

### スタッフ
- 原作 - 西村マリコ『帰らないおじさん』（講談社『イブニング』連載）
- 脚本 - 田口佳宏、酒井善史（ヨーロッパ企画）
- 監督 - 瀬野尾一、島崎真人
- 音楽 - sorumayo
- 主題歌 - ナオト・インティライミ「何度だってLalala」（ユニバーサルシグマ）[14]
- プロデューサー - 吉見健士（共同テレビジョン）、歌谷康祐（共同テレビジョン）、鈴木早苗（BS-TBS）、守澤崇（BS-TBS）
- 制作プロダクション - 共同テレビジョン
- 製作 - BS-TBS、共同テレビジョン

### 放送日程
| 各話          | 放送日   | サブタイトル         | 脚本     | 監督     |
| ------------- | -------- | -------------------- | -------- | -------- |
| アフター定時① | 10月06日 | 無目的散歩           | 田口佳宏 | 瀬野尾一 |
| アフター定時② | 10月13日 | 懐かしの野球盤       | 田口佳宏 | 瀬野尾一 |
| アフター定時③ | 10月20日 | ツール・ド・ご近所   | 酒井善史 | 瀬野尾一 |
| アフター定時④ | 10月27日 | 大人の秘密基地       | 田口佳宏 | 瀬野尾一 |
| アフター定時⑤ | 11月03日 | はじめてのダンス!    | 田口佳宏 | 瀬野尾一 |
| アフター定時⑥ | 11月10日 | おつまみ選手権       | 田口佳宏 | 瀬野尾一 |
| アフター定時⑦ | 11月17日 | こどもの遊び         | 田口佳宏 | 島崎真人 |
| アフター定時⑧ | 11月24日 | 海釣り               | 田口佳宏 | 瀬野尾一 |
| アフター定時⑨ | 12月01日 | はじめてのケーキ作り | 田口佳宏 | 瀬野尾一 |
| アフター定時⑩ | 12月08日 | たき火               | 田口佳宏 | 瀬野尾一 |

### 配信
| 配信開始月 | 配信サイト | 配信料金     | 備考            |
| ---------- | ---------- | ------------ | --------------- |
| 2022年10月 | TBS FREE   | 広告付き無料 | 見逃し配信      |
| 2022年10月 | TVer       | 広告付き無料 | 見逃し配信      |
| 2022年10月 | GYAO!      | 広告付き無料 | 見逃し配信      |
| 2022年10月 | ひかりTV   | 定額制有料   | 配信期間は1年間 |
| 2022年10月 | U-NEXT     | 定額制有料   | 配信期間は1年間 |
| 2022年10月 | Paravi     | 定額制有料   | 配信期間は1年間 |

- 放送翌日の正午より配信。

| BS-TBS 木曜ドラマ23                                   | BS-TBS 木曜ドラマ23                          | BS-TBS 木曜ドラマ23                                                      |
| 前番組                                                | 番組名                                       | 次番組                                                                   |
| ----------------------------------------------------- | -------------------------------------------- | ------------------------------------------------------------------------ |
| あなたはだんだん欲しくなる （2022年7月7日 - 9月15日） | 帰らないおじさん （2022年10月6日 - 12月8日） | ＃居酒屋新幹線 （2023年1月7日 - 3月30日） - 地上波放送、CS放送の再放送。 |